# پساره
پساره (به لاتین: Psáře) یک منطقهٔ مسکونی در جمهوری چک است که در ناحیه بنشوو واقع شده‌است.